# Старе Козлово
Старе Козлово (пол. Stare Kozłowo) — село в Польщі, у гміні Сомянка Вишковського повіту Мазовецького воєводства.
Населення — 268 осіб (2011).
У 1975-1998 роках село належало до Остроленцького воєводства.

## Демографія
Демографічна структура станом на 31 березня 2011 року:
|          | Загалом | Допрацездатний вік | Працездатний вік | Постпрацездатний вік |
| -------- | ------- | ------------------ | ---------------- | -------------------- |
| Чоловіки | 136     | 27                 | 91               | 18                   |
| Жінки    | 132     | 24                 | 79               | 29                   |
| Разом    | 268     | 51                 | 170              | 47                   |